# 1976년 팬아랍 게임
1976년 팬아랍 게임은 1976년 10월 6일부터 10월 21일까지 시리아 아랍 공화국의 다마스쿠스에서 열린 대회이다. 11개 국가에서 온  2,174명의 선수가 참가하였으며 경기종목수는 총 18종목이었다. 1965년 카이로 대회에 이어 11년만에 개최된 팬아랍 게임이기도 하다.

## 메달 집계
| 순위 | 국가           | 금메달 | 은메달 | 동메달 | 합계 |
| ---- | -------------- | ------ | ------ | ------ | ---- |
| 1    | 시리아         | 72     | 40     | 23     | 135  |
| 2    | 모로코         | 29     | 19     | 11     | 59   |
| 3    | 수단           | 12     | 10     | 7      | 29   |
| 4    | 쿠웨이트       | 4      | 5      | 13     | 22   |
| 5    | 사우디아라비아 | 3      | 6      | 19     | 22   |
| 6    | 요르단         | 2      | 25     | 7      | 34   |
| 7    | 팔레스타인     | 1      | 6      | 14     | 21   |
| 8    | 바레인         | 0      | 0      | 13     | 13   |
| 9    | 남예멘         | 0      | 0      | 1      | 1    |
| 10   | 아랍에미리트   | 0      | 0      | 0      | 0    |
| 10   | 모리타니       | 0      | 0      | 0      | 0    |